# Exhumed (группа)
Exhumed — американская дэт-метал-группа, образованная в 1990 году.

## История
Группа основана в 1990 году в городе Сан-Хосе (США), тогда ещё 15-летним Мэттом Харви. В 1998 году группа записала свой дебютный альбом Gore Metal. Группа пережила распад в 2005 году, но в 2010 году стала снова активной и в 2011 году записала альбом All Guts, No Glory.

## Состав
- Мэтт Харви — вокал, ритм- и соло-гитара (1990—2005, 2010 — наше время)
- Мэтт Фэрри — бас-гитара (2014 — наше время)
- Bud Burke — ритм- и соло-гитара (2012 — наше время)
- Майк Хамилитон — ударные (2011 — наше время)

### Бывшие участники
- Роб Бэбкок — бас-гитара (2012—2014)
- Уэс Кейли — гитара (2005—2012)
- Леон Дель Муерте — гитара (1996—1997), бас-гитара (2002—2005, 2010—2011)
- Джэйк Гиардина — бас-гитара (1991—1993)
- Росс Сэвэдж — бас-гитара (1994—1999)
- Майк Бимс — гитара (1998—2005)
- Дарелл Худашелт — гитара (1991—1996)
- Бен Маррс — бас-гитара (1991—1992)
- Колтен Лавалли — бас-гитара (1993)
- Matt Widener — бас-гитара (1994—1995)
- Стив Сзаковский — бас-гитара (1995—1996)
- Мэтт Коннелль — ударные (2005)
- Кул Джонс — ударные (1990—2003)
- Джон Лонгстрэч — ударные (2004)
- Лорин Эштон — bass (сессионный, 1995)
- Дэнни Уолкер — ударные (2010—2011)

## Дискография

### Альбомы
- Gore Metal (1998)
- Slaughtercult (2000)
- Anatomy Is Destiny (2003)
- Garbage Daze Re-Regurgitated (кавер-альбом) (2005)
- All Guts, No Glory (2011)
- Necrocracy (2013)
- To The Dead (2022)

### Мини-альбомы и сплиты
- Excreting Innards (7") (1992)
- Split with Haemorrhage (1995)
- In the Name of Gore (split CD with Hemdale) (1996)
- Blood And Alcohol (split 7" with Pale Existence) (1996)
- Chords of Chaos (4-way split with Ear Bleeding Disorder, Necrose, and Excreted Alive) (1997)
- Instruments of Hell (split 7" with No Comply) (1997)
- Indignities to the Dead (split 7" with Pantalones Abajo Mereneros) (1997)
- Totally Fucking Dead (split 7" with Nyctophobic) (1998)
- Tales of the Exhumed (split 7" with Retaliation) (1998)
- Split 7" with Sanity’s Dawn (2000)
- Split 7" with Gadget (2001)
- Deceased in the East/Extirpated Live Emanations (live split 10" with Aborted) (2003)
- Something Sickened This Way Comes / To Clone and to Enforce (split 7" and 3" CD with Ingrowing) (2006)
- Exhumed / Iron Reagan (2014) Tankcrimes Records

### Компиляции
- Platters of Splatter (2004)

### Демозаписи
- Dissecting the Caseated Omentum (1992)
- Goregasm (1992)
- Untitled (1992)
- Untitled (1993)
- Grotesque Putrefied Brains (1993)
- Horrific Expulsion of Gore (1994)